# Ludwig Heck
Ludwig Heck, född 11 augusti 1860, död 7 juli 1951, var en tysk zoolog.
Heck blev direktör för Kölns zoologiska trädgård 1886, för Berlins 1888, och har bland annat skrivit den allmänna inledningen och kapitlet om däggdjuren i Das Tierreich och bearbetat samma djurgrupp i Alfred Brehms Tierleben, 4:e upplagan (1912-16, tillsammans med Hilzheimer).